# Маунт-Худ Сайклинг Классик (женская)
Маунт-Худ Сайклинг Классик (англ. Mt. Hood Cycling Classic) — шоссейная многодневная велогонка, проходившая по территории США с 2003 по 2013 год.

## История
Гонка была создана в 2003 году и на протяжении всей свое истории проводилась в рамках национального календаря за исключением одного года. Им стал 2008 год когда гонка входила в Женский мировой шоссейный календарь UCI.
В начале 2010 года у гонки появился новый титульный спонсор  Indie Hops.
Маршрут гонки изначально состоял из пролога и четырёх-пяти этапов, позднее сократившийся до четырёх этапов. Один из этапов проводился в формате индивидуальной гонки.
Дистанция этапов проходили в основном по дорогам в национальном лесу Маунт-Худ расположенного в штате Орегон, в частности в окрестностях вулканов Маунт-Адамс, Табор и городов Портленд, Худ-Ривер. Также обычно один из этапов проходил в соседнем штате Вашингтон: в национальном лесу Гиффорд Пинчот у подножия вулкана Маунт-Худ, на холмах Колумбия Хиллз, у озера Траут-Лейк
Рекордсменкой с тремя победами стала израильтянка Леа Гольдштейн.

## Призёры
| Год  | Победитель                 | Второй          | Третий            |
| ---- | -------------------------- | --------------- | ----------------- |
| 2003 | Бекки Бродер               | Лиза Мэгнесс    | Суз Велдон        |
| 2004 | Лиза Мэгнесс               | Элис Пеннингтон | Синтия Момсен     |
| 2005 | Леа Гольдштейн             | Кристин Руитер  | Ирэн Мерсер       |
| 2006 | Леа Гольдштейн             | Алиша Лайон     | Мара Эбботт       |
| 2007 | Леа Гольдштейн             | Фелисия Грир    | Кристин Сандерс   |
| 2008 | Джули Беверидж             | Жанни Лонго     | Леа Гольдштейн    |
| 2009 | Эдвиж Питель               | Леа Гольдштейн  | Мелисса Маквиртер |
| 2010 | Молли Шаффер Ван Хаувелинг | Робин Секрист   | Сьюзан Батлер     |
| 2011 | Кристин Армстронг          | Клара Хьюз      | Кристин Макграт   |
| 2012 | Рей-Кристи Шоу             | Келли Эммет     | Элисон Тетрик     |
| 2013 | Эми Торнквист              | Элисон Тетрик   | Энн Перри         |